# Captive – Entführt
Captive – Entführt ist ein philippinischer Film aus dem Jahr 2012, der deutsche, französische und britische Coproduzenten hatte. Die Regie führte Brillante Mendoza. Der Film erzählt die Geschichte einer Geiselnahme durch islamistische Terroristen und schildert deren Schicksal zwischen der Monotie der Gefangenschaft und den Zuspitzungen des Geschehens. Captive – Entführt lief im Wettbewerb der 62. Berlinale und hatte in diesem Rahmen am 12. Februar 2012 seine Weltpremiere.

## Handlung
Der Film, der durch Inserts in den Jahren 2001 und 2002 verortet wird, beginnt mit der Landung der Terroristen auf Mindanao. Am 27. Mai 2001 verlassen sie in der Nacht ihr Boot und reißen ihre Opfer aus dem Schlaf und rauben Schmuck. Kurze Zeit später befindet sich eine Gruppe von 20 Gefangenen, darunter philippinische Touristen und internationale Hilfskräfte, zu denen die französische Staatsbürgerin Thérèse Bourgoine, gespielt von Isabelle Huppert, gehört, auf dem Boot. Die Terroristen steuern die Insel Basilan an, wo sie sich verfolgt von der Armee mit ihren Geiseln immer weiter in den Dschungel zurückziehen. Ziel der Terroristen ist es Lösegeld zu erhalten. Manche der Entführten werden freigekauft. Nach außen hin vertreten die Geiselnehmer hohe moralisch-religiöse Ansprüche und bedrohen die Geiseln etwa mit Handabhacken bei Diebstahl und verbieten den Männern, fremde Frauen zu berühren. Später wird aber die Vergewaltigung einer der Geiseln, als die Terroristen ihr sexuelles Verlangen nicht mehr unterdrücken, mit einer Zwangsehe legitimiert.
Als die Gruppe in einem christlichen Krankenhaus Station macht, kommt es zu einem Feuergefecht mit einer Militärpatrouille und der herbeigeholten Verstärkung. Teile des Krankenhauspersonals werden ebenfalls entführt, damit sie sich um die Geiseln kümmern können. Für kurze Zeit macht die Gruppe an einer Schule im Hinterland Halt. Einige Geiseln sterben im Laufe der Zeit an Entkräftung oder bei den wiederholten Feuergefechten mit der Armee und der Miliz. Thérèse Bourgoine gibt vor einem philippinischen Fernsehteam ein Interview, in dem sie ihre Kinder grüßen darf und in dessen Folge die Terroristen für sie ein noch höheres Lösegeld verlangen. Sie nähert sich einem zwölfjährigen Kindersoldaten an. Schließlich kommt es nach über einem Jahr der Gefangenschaft zu einer militärischen Befreiungsaktion, bei der Thérèse Bourgoine gerettet wird.

## Hintergrund
Brillante Mendoza knüpfte mit Captive – Entführt an seinen Film Manoro aus dem Jahr 2006 an, in dem er die Probleme in der Provinz beim demokratischen Aufbau thematisierte. Der Film ist vor allem auf die Perspektive der Geisel fokussiert, so dass etwa das Handeln der Regierung und der Armee nur indirekt erzählt werden. Mendoza bezog sich mit seinem Film auf tatsächliche Geschehnisse wie die Verschleppung der Geiselgruppe, zu der Gracia und Martin Burnham gehörten, sowie den vorherigen Entführungsfall von Abu Sayyaf im Jahr 2000. Zur Vorbereitung der Dreharbeiten besuchte er die Originalschauplätze und sprach mit ehemaligen Geiseln, Geiselnehmern und beteiligten Militärs. Die von ihm so erlangten Kenntnisse teilte Mendoza aber nicht mit seinen Schauspielern, sondern ließ sie nur Teile des Skripts lesen, denen er dann aber auch nicht immer folgte. Er schuf eine Atmosphäre, in der Isabelle Huppert etwa zuerst dachte, die Geiselnehmer würden von echten Terroristen gespielt, bis ihr der Regisseur versicherte, es handele sich um Schauspieler und Laiendarsteller.
Produziert wurde Captive – Entführt von Swift Productions. Als Coproduzenten traten Arte France, Centerstage Productions, B.A. Produktion und Studio Eight Productions auf. Captive lief im Wettbewerb der 62. Berlinale und hatte in diesem Rahmen am 12. Februar 2012 seine Weltpremiere.

## Kritiken
Jan Schulz-Ojala rezensierte Captive – Entführt für die Zeitung Der Tagesspiegel und bewertete ihn dabei negativ. Er schrieb: „Mendozas filmische Rekonstruktion der mit 377 Tagen wohl längsten Geiselnahme der Welt brennt zwar vor Aufwand und Ehrgeiz, das Geschehen in seiner akuten Dramatik und zwischenzeitlichen Veralltäglichung der Lebensgefahr wiederzugeben; darüber hinaus aber entwickelt der Regisseur weder ästhetisch noch narrativ oder gar moralisch eine markante Perspektive.“ Zudem kritisierte er die Besetzung Isabelle Hupperts, da ihr Status als Star ihrer Wirkung als Filmcharakter im Wege stehe. Dieser Kritik wollte sich Bert Rebhandl von der taz nicht vollumfänglich anschließen. So sei Captive „keineswegs auf Isabelle Huppert zugeschnitten, sondern verfolgt eine eher dezentrale Starpolitik, die erst gegen Ende konventioneller wird.“ Aber auch Rabhandel kam zu einem kritischen Gesamturteil über den Film: „Der Einsatz zahlreicher Sprengmittel, aber auch die in die Tierwelt abschweifenden Blicke, die Undurchsichtigkeit der Geschehnisse in der äußeren Welt (zu denen auch als wesentliche Markierung die Anschläge von 9-11 zählen) - all das lässt "Captive" zu einer zwar eindringlich erzählten, aber (für einen Zeitgeschichtsfilm) seltsam ahistorischen Film werden, der viele Ambivalenzen des gegenwärtigen Weltkinos eher verkörpert als bearbeitet.“ Die Rezensentin der Zeit, Wenke Hussmann, lobte im Gegensatz dazu die Leistung der Hauptdarstellerin mit den Worten: „Isabelle Huppert spielt die Französin, und Mendozas Film gibt ihr ausreichend Gelegenheit, ihr einzigartiges Talent für die Darstellung extremer und existenzieller Gefühle zu zeigen: Angst, Hunger, Verzweiflung, Wut, Hoffnung und ihr Gegenteil.“